# Volleybalvereniging Sudosa-Desto 2023-2024 (femminile)
Questa voce raccoglie le informazioni riguardanti il Volleybalvereniging Sudosa-Desto nelle competizioni ufficiali della stagione 2023-2024.

## Stagione
Il Volleybalvereniging Sudosa-Desto partecipa alla stagione 2023-24 con la denominazione sponsorizzata Visser Assen/Sudosa-Desto.
Si classifica al secondo posto nella regular season di Eredivisie, accedendo alla Poule A, dalla quale si classifica ai play-off scudetto, venendo eliminato ai quarti di finale dall'Utrecht. In Coppa dei Paesi Bassi si spinge fino alle semifinale, dove viene sconfitto dall'Apollo 8.

## Organigramma societario
Area direttiva
- Presidente: Alfred Barkhuis
- Team manager: Stefan Rutgers

Area tecnica
- Allenatore: Mark Afman
- Secondo allenatore: Stefan van der Veen
- Scoutman: Miranda Steenbergen
- Preparatore atletico: Dennis Boelen, Ramon Klok

Area sanitaria
- Fisioterapista: Lars van Seijen, Bas Springer

## Rosa
| N° | Nome                  | Ruolo | Data di nascita  | Nazionalità sportiva |
| -- | --------------------- | ----- | ---------------- | -------------------- |
| 1  | Maureen van der Woude | C     | 20 maggio 2000   | Paesi Bassi          |
| 2  | Manon Torenbeek       | S     | 14 maggio 2002   | Paesi Bassi          |
| 3  | Mare van Vliet        | C     | 22 aprile 2005   | Paesi Bassi          |
| 4  | Lisa Louwrink         | O     | 3 agosto 2004    | Paesi Bassi          |
| 5  | Eline Mosselaar       | C     | 4 febbraio 2003  | Paesi Bassi          |
| 6  | Kirsten Wessels       | O     | 4 agosto 1998    | Paesi Bassi          |
| 7  | Lynn van Mill         | C     | 16 aprile 2002   | Paesi Bassi          |
| 8  | Romee Veenstra        | S     | 11 aprile 2004   | Paesi Bassi          |
| 9  | Beau de Vries         | P     | 17 novembre 2000 | Paesi Bassi          |
| 10 | Danique Aardema       | P     | 13 maggio 1998   | Paesi Bassi          |
| 11 | Paula Boonstra        | O     | 23 giugno 1998   | Paesi Bassi          |
| 12 | Danique Hamming       | L     | 21 giugno 2002   | Paesi Bassi          |
| -  | Suzanne Benninga      | C     | 12 dicembre 1996 | Paesi Bassi          |
| -  | Dione de Haan         | S     | -                | Paesi Bassi          |
| -  | Aimée Hamming         | L     | -                | Paesi Bassi          |
| -  | Ellen Jansen          | S     | -                | Paesi Bassi          |
| -  | Fleur van der Zee     | P     | -                | Paesi Bassi          |
| -  | Carmen Veenstra       | -     | -                | Paesi Bassi          |

## Risultati

### Coppa dei Paesi Bassi
| Ottavi di finale - 23 dicembre 2023 Amstelcampus, Amsterdam      | US           | 0 - 3 | Sudosa-Desto | 21-25, 20-25, 14-25               |
| Quarti di finale - 23 gennaio 2024 Sporthal De Basis, Sliedrecht | Sliedrecht 2 | 0 - 3 | Sudosa-Desto | 13-25, 17-25, 22-25               |
| Semifinali - 10 febbraio 2024 Sporthal De Veste, Borne           | Apollo 8     | 3 - 2 | Sudosa-Desto | 12-25, 28-26, 21-25, 25-22, 15-12 |

## Statistiche

### Statistiche di squadra
| Competizione          | Punti | In casa | In casa | In casa | In trasferta | In trasferta | In trasferta | Totale | Totale | Totale |
| Competizione          | Punti | G       | V       | P       | G            | V            | P            | G      | V      | P      |
| --------------------- | ----- | ------- | ------- | ------- | ------------ | ------------ | ------------ | ------ | ------ | ------ |
| Eredivisie            | 36/10 | 13      | 7       | 6       | 13           | 8            | 5            | 26     | 15     | 11     |
| Coppa dei Paesi Bassi | -     | 0       | 0       | 0       | 3            | 2            | 1            | 3      | 2      | 1      |
| Totale                | -     | 13      | 7       | 6       | 16           | 10           | 6            | 29     | 17     | 12     |

### Statistiche dei giocatori
| Giocatrice       | Eredivisie | Eredivisie | Eredivisie | Eredivisie | Eredivisie |
| Giocatrice       | P          | PT         | AV         | MV         | BV         |
| ---------------- | ---------- | ---------- | ---------- | ---------- | ---------- |
| D. Aardema       | ?          | 40         | 16         | 7          | 17         |
| S. Benninga      | ?          | 0          | 0          | 0          | 0          |
| P. Boonstra      | ?          | 463        | 404        | 26         | 33         |
| D. de Haan       | ?          | 0          | 0          | 0          | 0          |
| B. de Vries      | ?          | 5          | 1          | 2          | 2          |
| D. Hamming       | ?          | 0          | 0          | 0          | 0          |
| E. Jansen        | ?          | 0          | 0          | 0          | 0          |
| L. Louwrink      | ?          | 18         | 17         | 1          | 0          |
| E. Mosselaar     | ?          | 190        | 109        | 38         | 43         |
| M. Torenbeek     | ?          | 275        | 220        | 31         | 24         |
| A. Hamming       | ?          | 0          | 0          | 0          | 0          |
| M. van der Woude | ?          | 191        | 107        | 68         | 16         |
| F. van der Zee   | ?          | 0          | 0          | 0          | 0          |
| L. van Mill      | ?          | 147        | 126        | 14         | 7          |
| M. van Vliet     | ?          | 17         | 13         | 4          | 0          |
| C. Veenstra      | ?          | 0          | 0          | 0          | 0          |
| R. Veenstra      | ?          | 64         | 44         | 5          | 15         |
| K. Wessels       | ?          | 236        | 185        | 33         | 18         |

P = presenze; PT = punti totali; AV = attacchi vincenti; MV = muri vincenti; BV = battute vincenti

NB: Non sono disponibili i dati relativi alla Coppa dei Paesi Bassi e, di conseguenza, quelli totali